# Canthyporus kenyensis
Canthyporus kenyensis là một loài bọ cánh cứng trong họ Bọ nước. Loài này được Bilardo & Sanfilippo miêu tả khoa học năm 1979.